# الطاولة 19
الطاولة 19 (بالإنجليزية: Table 19)‏ هو فيلم كوميدي أميركي قادم من إخراج جيفري بليتز وتأليف جاي دوبلاس ومارك دوبلاس. الفيلم بطولة آنا كيندريك وكريغ روبنسون وجون سكويب وليزا كودرو.

## قصة الفيلم
خادمة الشرف إلويس (آنا كندريك)، تُعفى من مهامها بعد أن يتخلى إشبينها عنها من خلال رسالة قصيرة، ولكنها تقرر أن تمضي مرفوعة الرأس وتحضر زفاف صديقها الأقدم بأي حال، لتجد نفسها تجلس على طاولة عشوائية في خلفية قاعة الرقص برفقة مجموعة متباينة من الغرباء.

## روابط خارجية
- الطاولة 19 على موقع IMDb (الإنجليزية)
- الطاولة 19 على موقع ميتاكريتيك (الإنجليزية)
- الطاولة 19 على موقع روتن توميتوز (الإنجليزية)
- الطاولة 19 على موقع نتفليكس (الإنجليزية)
- الطاولة 19 على موقع قاعدة بيانات الأفلام العربية
- الطاولة 19 على موقع ألو سيني (الفرنسية)
- الطاولة 19 على موقع Turner Classic Movies (الإنجليزية)
- الطاولة 19 على موقع أول موفي (الإنجليزية)
- الطاولة 19 على موقع بوكس أوفيس موجو (الإنجليزية)
- الطاولة 19 على موقع فيلمافينيتي (الإسبانية)